# Robert Witt
Robert Witt (ur. 25 września 1979 w Toruniu) – polski lekkoatleta, średniodystansowiec, brązowy medalista mistrzostw świata juniorów.

## Sukcesy
Największe sukcesy odnosił w biegu na 1500 m. 
Zdobył brązowy medal podczas Mistrzostw Świata Juniorów w Annecy 1998. 
- bieg na 800 m – złoty medal Mistrzostw Polski Juniorów 1998
- bieg na 1500 m – złoty medal Mistrzostw Polski Juniorów 1998
- bieg na 1500 m – srebrny medal Mistrzostw Polski Seniorów 1998
- bieg na 1500 m – brązowy medal Młodzieżowych Mistrzostw Polski 2001
- bieg na 3000 m – srebrny medal Mistrzostw Polski Juniorów w hali 1997
- bieg przełajowy 3000 m – złoty medal Mistrzostw Polski Juniorów 1998
- bieg przełajowy 4600 m – brązowy medal Mistrzostw Polski Seniorów 1999

Jest aktualnym rekordzistą Polski juniorów na 1500 m.

## Rekordy życiowe
- bieg na 800 m - 1:51,84
- bieg na 1000 m - 2:25,54
- bieg na 1500 m - 3:40,93
- bieg na 3000 m - 8:16,01